# 汝齊賢
汝齊賢（1503年—？），字懋思，號少渠，直隸蘇州府吳江縣人，民籍，明朝政治人物。

## 生平
嘉靖十年（1531年）辛卯科應天府鄉試第五十八名舉人。嘉靖十七年（1538年）中式戊戌科會試第十二名，登第三甲第一百六十八名進士。授福建建阳县知县，官至府通判。

## 家族
曾祖汝思聰，兵馬司指揮；祖父汝仲器，贈吏部郎中；父汝泰，永州知府。前母郁氏（贈宜人）；母丁氏（封宜人）。慈侍下。兄汝惟賢，字懋嘉，（州判官）、從兄汝贡、汝贽。